# Nils Nilsson
Nils Nilsson (Karlstad, 1936. március 8. – 2017. június 24.) olimpiai ezüstérmes svéd jégkorongozó.

## Pályafutása
Az 1964-es innsbrucki olimpián ezüstérmes lett a svéd válogatottal. Két-két világbajnoki arany, ezüst- és bronzérmet szerzett a pályafutása alatt.
Labdarúgóként a Djurgårdens IF, az IK Göta és a Karlstad BK csapataiban játszott. A Djurgården együttesével 1959-ben svéd bajnoki címet nyert.

## Sikerei, díjai
- Olimpiai játékok
  - ezüstérmes: 1964, Innsbruck
- Világbajnokság
  - aranyérmes (2): 1957, 1962
  - ezüstérmes (2): 1963, 1967
  - bronzérmes (2): 1958, 1965